# Galina Kastel
| Odkryte planetoidy: 9 | Odkryte planetoidy: 9 |
| --------------------- | --------------------- |
| (5781) Barkhatova     | 24 września 1990      |
| (6719) Gallaj         | 16 października 1990  |
| (7413) Galibina       | 24 września 1990      |
| (8088) Australia      | 23 września 1990      |
| (10090) Sikorsky      | 13 października 1990  |
| (12704) Tupolev       | 24 września 1990      |
| (19994) Tresini       | 13 października 1990  |
| (24697) Rastrelli     | 24 września 1990      |
| (32807) Quarenghi     | 24 września 1990      |
| 1. 2.                 |                       |

Galina Riczardowna Kastel (ros. Галина Ричардовна Кастель) – radziecka i rosyjska astronom, ekspert w dziedzinie badań nad ruchami orbitalnymi planetoid i komet.

## Życiorys
W 1962 roku rozpoczęła pracę w Instytucie Astronomii Teoretycznej w Leningradzie (obecnie Petersburg). W 1998 wszedł on w skład Instytutu Astronomii Stosowanej.
Przez ponad ćwierć wieku kierowała służbą Instytutu zajmującą się kometami i szybko poruszającymi się planetoidami, utrzymując kontakty z Centralnym Biurem Telegramów Astronomicznych i dostarczając obserwatorom z ZSRR informacji o orbitach i efemerydach tych obiektów. Zajmowała się także identyfikacją i obliczaniem orbit planetoid obserwowanych w ramach programu prowadzonego w Krymskim Obserwatorium Astrofizycznym i w znacznym stopniu przyczyniła się do sukcesu tego programu.
W 1990 roku została współodkrywczynią 9 planetoid – 7 z nich odkryła wspólnie z Ludmiłą Żurawlową, a dwie z Ludmiłą Karaczkiną.
Galina Riczardowna Kastel jest także aktywnym członkiem Międzynarodowej Unii Astronomicznej.
W uznaniu jej zasług jedną z planetoid odkrytych przez Ludmiłę Karaczkinę nazwano (3982) Kastel’.